# RAA Louviéroise
RAA Louviéroise – belgijski klub piłkarski z siedzibą w mieście La Louvière, leżącym w prowincji Hainaut, działający w latach 1913–2009.

## Historia
Klub został założony 26 stycznia 1913 roku podczas spotkania na Place Maugrétout w mieście La Louvière. Nowemu zespołowi nadano wówczas nazwę AA Louviéroise. Spędził on jeden sezon w prowincjonalnej lidze, a w 1914 roku rozgrywki został przerwane ze względu na wybuch I wojny światowej. Do 1921 roku A.A. Louviéroise nie rozgrywał żadnych spotkań z powodu braku stadionu. W latach 1921–1937 występował w ligach regionalnych. W 1937 zmieniono nazwę na 'RAA Louviéroise i zespół awansował o klasę wyżej. Rok później zakupiono Auguste'a Hellemansa, członka reprezentacji Belgii na Mistrzostwa Świata w Urugwaju.
Po raz pierwszy w pierwszej lidze zespół występował w latach 1977–1979. W 1984 roku spadł do trzeciej ligi, w której spędził kolejne 10 lat. W latach 1994–2000 grał w rozgrywkach drugiej ligi. W 2003 roku zespół osiągnął największy sukces w swojej historii, gdy w finale Pucharu Belgii pokonał 3:1 Sint-Truidense VV.
W 2006 roku klub był niechlubnym bohaterem skandalu dotyczącego ustawiania meczów w Jupiler League. Prasa belgijska przypuszczała, że kilku graczy, członków zarządu i trener Gilbert Bodart przyjęli łapówki od chińskiego biznesmena Zheyuna Ye, który domagał się wpływów z ustawiania wyników spotkań, dzięki czemu miał uzyskać wysokie profity z obstawiania zakładów bukmacherskich. Klub zaprzeczył wszelkim doniesieniom, ale 21 lutego Bodart zrezygnował z prowadzenia zespołu. Nowym szkoleniowcem został Frédéric Tilmant, który nie zdołał utrzymać zespołu w Jupiler League w sezonie 2005/2006. Sezon 2006/2007 drużyna miała spędzić w drugiej lidze, ale 16 maja 2006 nie otrzymała licencji i ostatecznie została zdegradowana do trzeciej ligi.

## Sukcesy
- Puchar Belgii:
  - zwycięstwo (1): 2002/2003
- Superpuchar Belgii:
  - finał (1): 2003
- Tweede klasse:
  - zwycięstwo (3): 1974/1975, 1976/1977, 1999/2000

## Europejskie puchary
Legenda do wszystkich tabel:
- Q – runda eliminacyjna, 1/16, 1/8, 1/4, 1/2 – odpowiednia faza rozgrywek, Grupa – runda grupowa, 1r gr – pierwsza runda grupowa, 2r gr – druga runda grupowa, F – finał, R – runda, PO – play-off
- k. – rzuty karne, los. – losowanie, Dogr. – dogrywka, w. – zasada bramek strzelonych na wyjeździe

| Sezon   | Rozgrywki   | Runda | Przeciwnik | Dom | Wyjazd | Ogólnie |
| ------- | ----------- | ----- | ---------- | --- | ------ | ------- |
| 2003/04 | Puchar UEFA | 1R    | SL Benfica | 1–1 | 0–1    | 1–2     |

## Reprezentanci kraju grający w klubie
| - Adrian Aliaj - Fadel Brahami - Rafik Djebbour - Maamar Mamouni - Alain Bettagno - Michaël Cordier - Didier Ernst - Auguste Hellemans - Nordin Jbari - Emmanuel Karagiannis - Silvio Proto - Cédric Roussel - Asmir Begović - Eddy Bembuana-Keve - Trésor Luntala - Félix-Michel Ngonge - Nicolas Ouédec |  | - George Blay - Eben Dugbatey - Theodoros Zakkas - Masahiro Endō - Michael Klukowski - Aco Stojkow - Abodoulaye Camara - Manasseh Ishiaku - Peter Odemwingie - Ode Thompson - Luciano Djim - Fritz Emeran Nkusi - Ante Simundza - Daré Nibombé - Önder Turaci - Oguchi Onyewu |